# Heptacarpus paludicola
Heptacarpus paludicola är en kräftdjursart som beskrevs av Edward Morell Holmes 1900. Heptacarpus paludicola ingår i släktet Heptacarpus och familjen Hippolytidae. Inga underarter finns listade i Catalogue of Life.